# Bathythrix medialis
Bathythrix medialis là một loài tò vò trong họ Ichneumonidae.